# Konfijtstraat
De Konfijtstraat is een straat in Brugge.

## Beschrijving
In 1550 werd voor het eerst de naam vermeld: de taverne, ghenaemt het Confijtkin, staende in de Vulderstrate. In 1559 vindt men: een eestre, staende achter 't Confijtken, in de Vulderstraete. In 1564 en 1567 had men het over het straetkin gheheeten 't Confijtkin.
De straat die als zijstraat van de Vuldersstraat tot stand kwam kreeg dus in de volksmond de naam van de herberg. Mogelijk had die naam iets te maken met konfijt in de zin van wat met suiker is bereid. Men dacht het alvast in de Franse tijd, het werd Rue des Confitures.
Er is nochtans een waarschijnlijker uitleg mogelijk. Konfijt was ook de naam die gegeven werd aan het loogwater en in ruimere zin aan het mengsel dat in de volderskuip overbleef na het vollen. In de voldersbuurt, naast de Vuldersstraat en de Vuldersrei en dicht bij de ramen van het voldersbedrijf, is het goed mogelijk dat de herberg de naam Confijtken kreeg.
De Konfijtstraat loopt van de Vuldersstraat naar de Balsemboomstraat.